# Cornu (gmina)
Cornu – gmina w Rumunii, w okręgu Prahova. Obejmuje miejscowości Cornu de Jos, Cornu de Sus i Valea Oprii. W 2011 roku liczyła 5103 mieszkańców.